# NGC 1375
NGC 1375 је спирална галаксија у сазвежђу Пећ која се налази на NGC листи објеката дубоког неба.
Деклинација објекта је - 35° 15' 57" а ректасцензија 3h 35m 16,8s. Привидна величина (магнитуда) објекта NGC 1375 износи 12,2 а фотографска магнитуда 13,2. Налази се на удаљености од 18,875 милиона парсека од Сунца. NGC 1375 је још познат и под ознакама ESO 358-24, MCG -6-8-30, AM 0333-352, FCC 148, PGC 13266.